# Kosciusko
Kosciusko is een plaats (city) in de Amerikaanse staat Mississippi, gelegen in Attala County waarvan het de hoofdplaats is. Het stadje is vernoemd naar Tadeusz Kościuszko, een Poolse militair die in zijn jonge jaren in de Amerikaanse Onafhankelijkheidsoorlog aan Amerikaanse zijde vocht.

## Demografie
Bij de volkstelling in 2000 werd het aantal inwoners vastgesteld op 7372.
In 2006 is het aantal inwoners door het United States Census Bureau geschat op 7335, een daling van 37 (-0,5%).

## Geografie
Volgens het United States Census Bureau beslaat de plaats een oppervlakte van
19,5 km², geheel bestaande uit land. Kosciusko ligt op ongeveer 136 meter boven zeeniveau.

## Plaatsen in de nabije omgeving
De onderstaande figuur toont nabijgelegen plaatsen in een straal van 28 km rond Kosciusko.

## Geboren
- James Meredith (1933), burgerrechtenactivist
- Charlie Musselwhite (1944), bluesmuzikant
- Oprah Winfrey (1954), tv-persoonlijkheid en actrice